# Aglossosia consimilis
Aglossosia consimilis là một loài bướm đêm thuộc phân họ Arctiinae, họ Erebidae.